# Fobie
Een fobie (Grieks: φόβος, phóbos = angst, vrees) is een psychische aandoening waarbij iemand, om doorgaans onduidelijke redenen, een overmatige angst ontwikkelt voor specifieke zaken of situaties. Deze angst staat niet in verhouding tot de reële bedreiging die van de situatie of het object uitgaat en de lijder is zich hiervan goed bewust. Niet alle angststoornissen worden fobieën genoemd. Als angst niet voor bepaalde zaken of situaties is, spreken we niet van een fobie, maar van een paniekstoornis of van gegeneraliseerde angst.

## Classificatie
De DSM-IV erkent drie klassen fobieën:
- agorafobie (pleinvrees, straatvrees)
- sociale fobie,
- specifieke fobie, voorheen[2] ook enkelvoudige fobie[3] genoemd.

Ook kunnen fobieën worden onderverdeeld naar onderwerpsoort, zoals:
- dierenfobie, zoöfobie,
- het natuurtype (onweer, water, natuurverschijnselen),
- het ziekte- en operatietype (naaldangst, verwondingsangst, bloedangst),
- het situationele type (hoogtevrees, pleinvrees, autorijangst, etc.).

Fobieën kunnen zich ontwikkelen door associatie met een (traumatische) ervaring. Als iemand bijvoorbeeld een auto-ongeluk meemaakt, kan een fobie voor autorijden ontstaan.

## Oorzaak
Hoe een fobie ontstaat is grotendeels onbekend. In principe kan iedereen een fobie ontwikkelen. Specifieke fobieën zoals de angst voor spinnen ontstaan vaak in de kinderjaren en kunnen spontaan over gaan. Andere fobieën (waaronder sociale fobieën) ontstaan vaak tijdens de adolescentie en jonge volwassenheid. Sommige mensen zijn gevoeliger voor het ontwikkelen van een fobie. Dit heeft voor een deel een genetische basis. Verder zijn mensen met een fobie gevoeliger voor het krijgen van andere fobieën.

### Bewust versus onbewust
Onderzoek heeft laten zien dat bij fobische patiënten fobische stimuli zoals plaatjes van slangen of spinnen fysiologische vreesreacties kunnen oproepen zonder dat er sprake hoeft te zijn van een bewuste waarneming. Dit is vastgesteld in condities waarbij de plaatjes zeer kort werden aangeboden en onmiddellijk werden gevolgd door maskerende plaatjes met onherkenbare of neutrale voorstellingen. Het laatste toont aan dat fobische reacties snel en automatisch kunnen worden opgeroepen in de hersenen. Het kan ook een teken zijn van een evolutionair mechanisme dat mensen in staat stelt bedreigende stimuli snel waar te nemen, zodat tijdig acties kunnen worden ondernomen.

## Diagnose en Prevalentie
Een op de vijf mensen krijgt in zijn of haar leven te maken met niet reële angsten zoals hoogtevrees boven op een ladder of een benauwd gevoel in de lift. Bij een op de tien mensen breidt deze angst zich uit tot een fobie.
Artsen diagnosticeren of er bij de fobie sprake is van:
- hyperventilatie.
- paniekaanvallen.
- beperking in het functioneren en in de beleving van plezier of geluk.
- vermijdingsgedrag.

Vermijdingsgedrag is het ontlopen van situaties waarin de angst tot uiting zou kunnen komen. Vermijding kan op de lange termijn voor verergering zorgen. Dit gedrag houdt de fobie in stand.
Het centrale thema bij alle fobieën is: controle.
Bij veel mensen met een fobie is er sprake van schaamte. Gevolg hiervan is dat noodzakelijke behandeling wordt uitgesteld.

## Behandeling
Soms kan een fobie in de loop van de tijd spontaan afnemen. Vaker is echter een behandeling nodig. Een fobie verdwijnt doorgaans niet door wilskracht, ook al beseffen mensen vaak dat hun angst irrationeel is.
De meest gebruikte en evidence-based behandelvorm voor fobieën is cognitieve gedragstherapie (CGT). Deze therapie combineert cognitieve technieken (zoals het uitdagen van angstige gedachten) met gedragsmatige interventies, meestal in de vorm van gecontroleerde confrontatie met de fobische stimulus. Deze confrontatie wordt ook wel exposure genoemd en kan op verschillende manieren worden toegepast:
- Exposure in vivo: De patiënt wordt direct blootgesteld aan de gevreesde situatie of stimulus in het echte leven, met als doel de angst te verminderen door habituatie (gewenning).[6]

- Systematische desensitisatie: Een geleidelijke blootstellingsmethode waarbij de patiënt eerst ontspanningstechnieken leert en vervolgens stapsgewijs wordt blootgesteld aan de angstwekkende stimulus, beginnend met de minst angstige situatie. Deze methode is gebaseerd op het principe van wederzijdse inhibitie, waarbij angst wordt verminderd door tegelijkertijd een tegengestelde respons, zoals ontspanning, op te wekken.[6]

- Flooding: Een intensieve blootstellingsmethode waarbij de patiënt direct en langdurig wordt geconfronteerd met de meest angstwekkende stimulus, zonder de mogelijkheid tot ontsnapping. Het doel is dat de angstreactie uitdooft door langdurige blootstelling zonder vermijding.[7]

Bij CGT wordt samen met de therapeut onderzocht welke gedachten en verwachtingen de angst in stand houden. Door deze stapsgewijs te corrigeren en nieuw gedrag aan te leren, kan de angst sterk afnemen of verdwijnen.
Soms worden ook antidepressiva (zoals SSRI’s) of angstremmers (zoals benzodiazepines) voorgeschreven, vooral bij ernstige klachten. Medicatie kan de symptomen tijdelijk dempen, maar wordt meestal niet als op zichzelf staande oplossing voor een fobie gezien.
Nieuwe behandelmethoden op basis van geheugenreconsolidatie, zoals Memrec, worden onderzocht als alternatieve of aanvullende aanpak, met name bij mensen bij wie de angst zich vooral lichamelijk uit of hardnekkig blijft ondanks andere behandelingen. 

## Niet-medisch en/of overdrachtelijk gebruik
De term fobie wordt ook wel in niet-medische zin gebruikt, bijvoorbeeld in politieke of sociologische context. Het heeft dan de betekenis van angst, afkeer of haat voor bijvoorbeeld bepaalde categorieën personen. Voorbeelden zijn homofobie (afkeer van homoseksuelen), germanofobie (afkeer van Duitsland of Duitsers), islamofobie (afkeer van de islam), gerontofobie (afkeer van ouderen), xenofobie (afkeer van vreemden of buitenlanders) en gymnofobie (ziekelijke angst voor naakt zijn).